# فليمنيغ بيدرسن
فليمنيغ بيدرسن (بالدنماركية: Flemming Pedersen)‏ هو لاعب كرة قدم دنماركي في مركز الدفاع، ولد في 2 سبتمبر 1947 في فريدريكسبرغ في الدنمارك. شارك مع منتخب الدنمارك لكرة القدم.

## وصلات خارجية
- فليمنيغ بيدرسن على موقع قاعدة بيانات كرة القدم.إي يو (الإنجليزية)
- فليمنيغ بيدرسن على موقع ناشيونال فوتبول تيمز (الإنجليزية)
- فليمنيغ بيدرسن على موقع اللجنة الأولمبية الدولية (الإنجليزية)
- فليمنيغ بيدرسن على موقع أوليمبيديا (الإنجليزية)